# Josep Tous i Biaggi
Josep Tous i Biaggi (Barcelona, agost de 1857 – 10 de juliol de 1929) fou un enginyer català.
Després ingressar a l'Escola de Nàutica de Barcelona i assolí el títol de pilot el 1873, i més tard cursà la carrera d'enginyer industrial. Després desenvolupà per espai de quaranta anys el professorat en l'Escola d'Enginyers de Barcelona, i com què aquesta fou única durant molt temps, abans de ser creada les de Madrid i Bilbao, es pot afirmar que foren deixebles de Tous la gran majoria d'enginyers industrials d'Espanya de finals del segle xix i principis del xx.
L'activitat de Tous no restà limitada a la dita Escola, sinó que durant 33 anys serví la càtedra de l'Escola Provincial d'Arts i Oficis,i en l'Escola Elemental del Treball. També es dedicà a diversos assaigs industrials; assessorà en ocasiona diferents a l'Ajuntament i a la Diputació de Barcelona, i descobrí un procediment per aprofitar els combustibles destinats a força motriu.
Va ser acadèmic numerari de les Ciències i Arts de Barcelona, i entre els seus principals treballs publicats, a més un bon nombre d'articles sobre indústries tèxtils i altres rams industrials i en la traducció de diversos llibres de versant sobre llur carrera, els quals citem a continuació:
- Tratado de química orgánica, de Holleman.

Els estudis:
- Influencia de la mecánica en el progreso industrial y sentido que ha de tener su enseñanza.
- Estudio de la catenaria y de sus aplicaciones mecánicas.
- Analísis y aplicaciones del principio de la mínima resistencia.
- Un nuevo sistema de barómetro fijo de gran precisión.
- Sistema de construcción de péndulo portàtil para la determinación de la intensidat de la gravedad.
- El principio de contradicción en la geometría y en el principio de la relatividad, etecerte.